# FF Kit Cars & Conversions

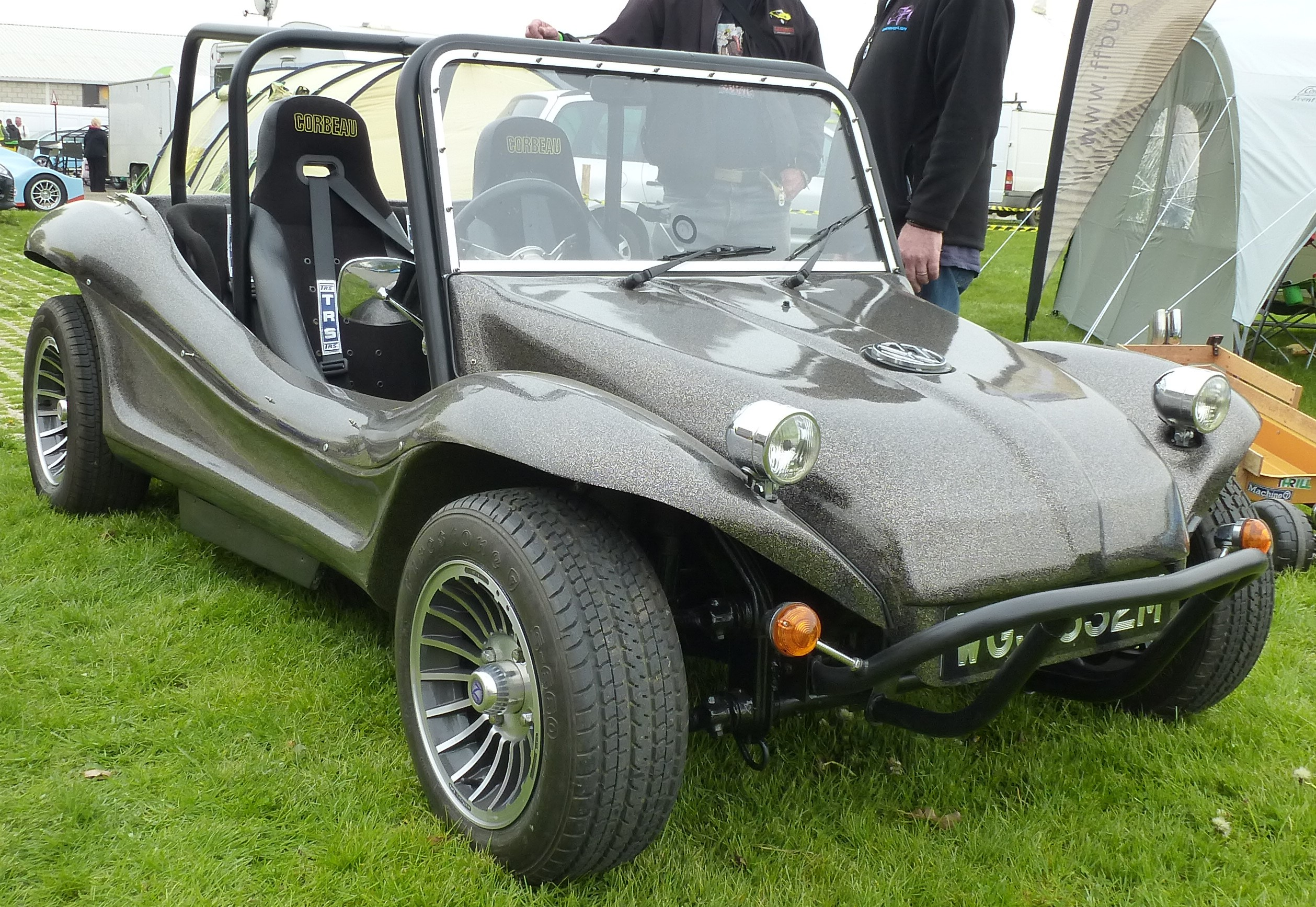
FF Buggy

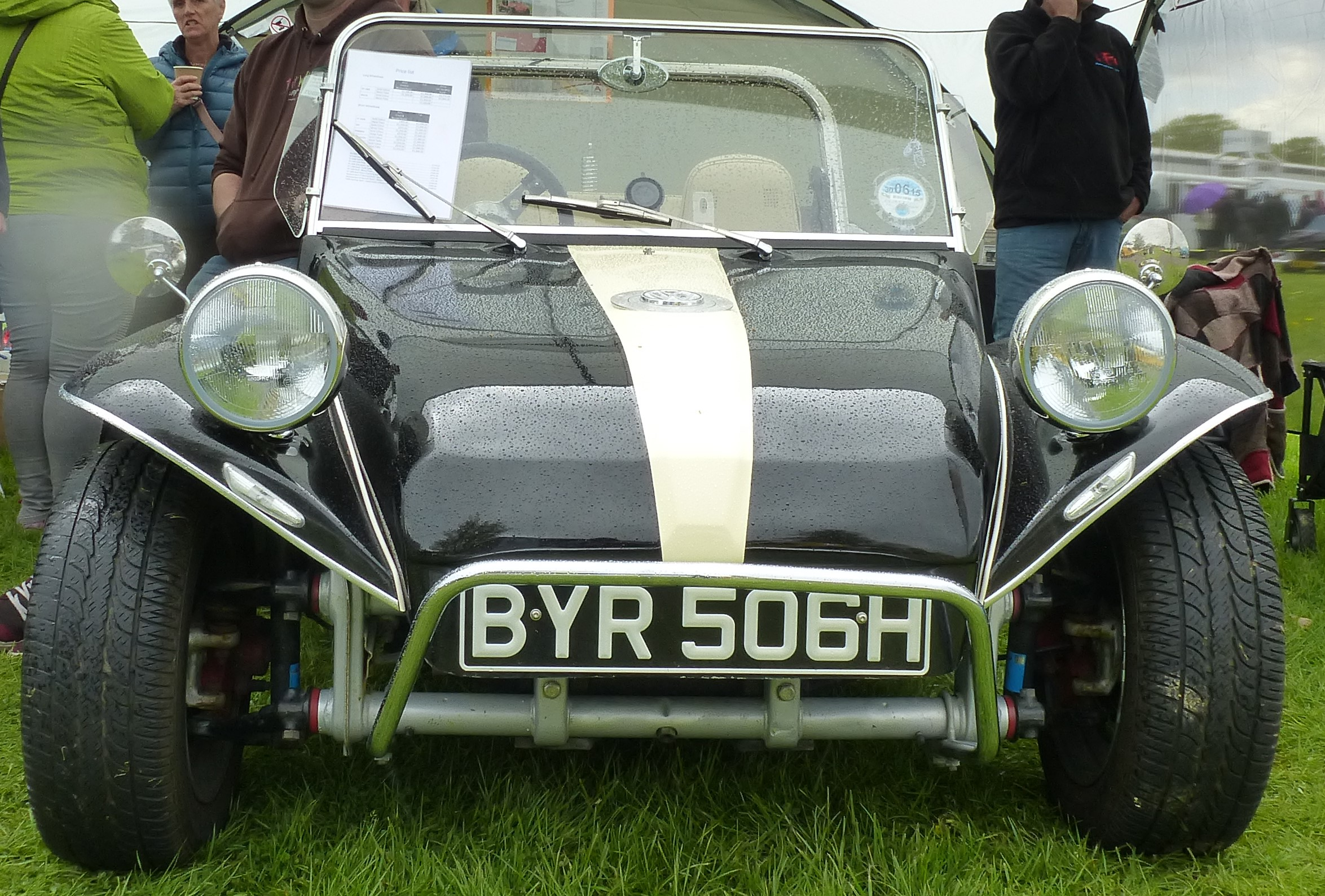
Front

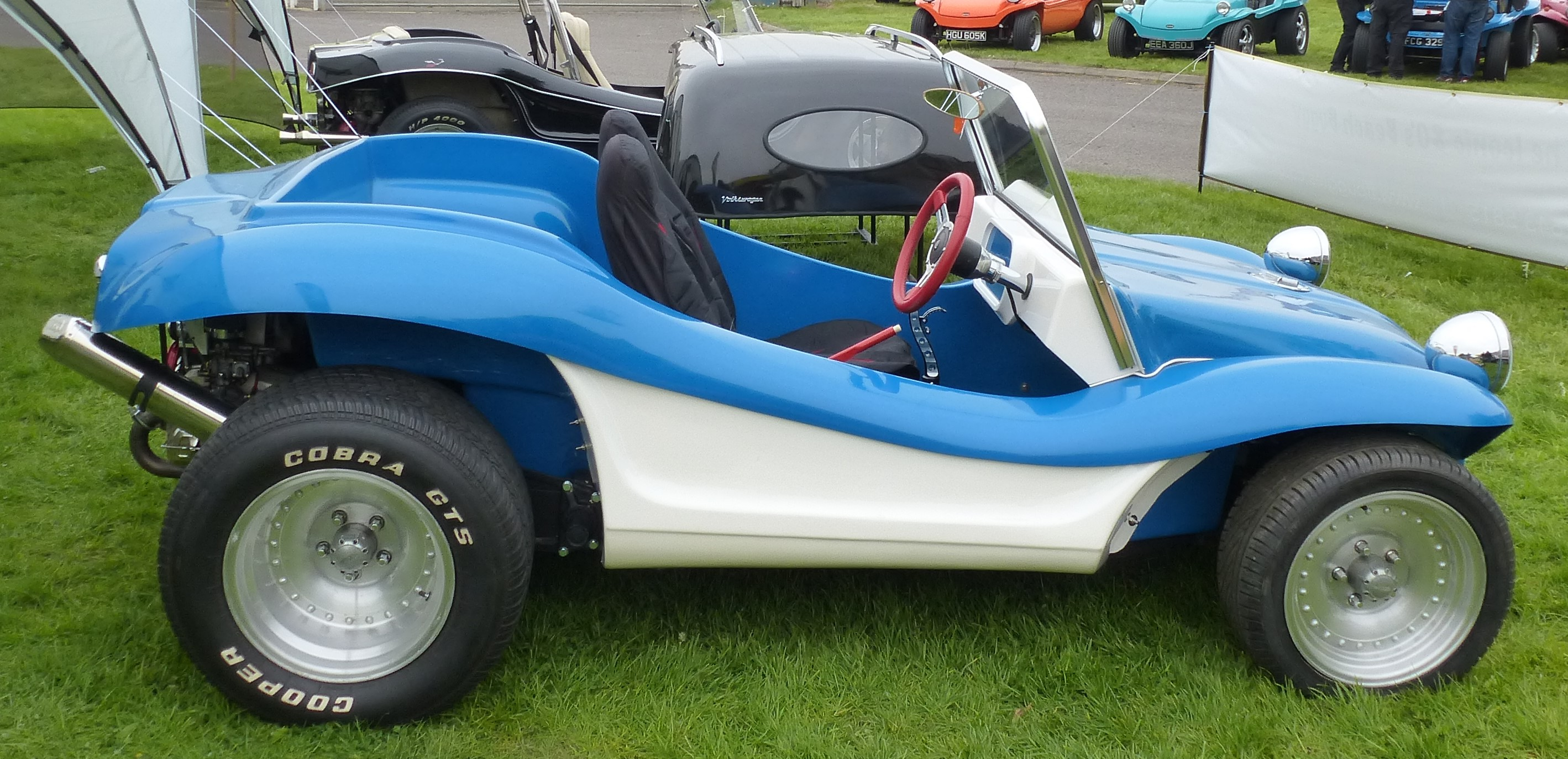
Seitenansicht

FF Kit Cars & Conversions Limited war ein britisches Unternehmen im Bereich Automobile und zeitweise Automobilhersteller.

## Unternehmensgeschichte
Tim Cooksey gründete 1981 das Unternehmen in der Grafschaft Berkshire. Er begann mit der Produktion von Automobilen und Kits. Die Markennamen lauteten Rat, Alfa und FF. 1987 endete die Automobilproduktion. In den 1990er Jahren waren Tim Cooksey und Suzanne Cooksey Direktoren.

## Fahrzeuge

### Markenname Rat
Das Unternehmen stellte zwischen 1981 und 1985 VW-Buggies her, die als Rat vermarktet wurden. Es ist nicht bekannt, wie viele der insgesamt 420 Exemplare des Rat in diesem Unternehmen hergestellt wurden.

### Markenname Alfa
Das einzige Modell war der Plus. Dies war eine Schräghecklimousine. Die Basis bildete der Alfa Romeo Alfasud. Darauf wurde eine Karosserie aus Fiberglas montiert. Auf diese Weise wurde das Ausgangsprodukt mit seinen guten Eigenschaften wie Handling und Boxermotor von seiner schlechten Eigenschaft, der Rostanfälligkeit der Karosserie, befreit. Zwischen 1982 und 1985 entstanden etwa drei Exemplare.

### Markenname FF
Der von 1983 bis 1987 hergestellte FF Buggy war eine Weiterentwicklung des Rat mit gewöhnlicher Front und ähnelte dem Buggy von Country Volks. Der Buggy war in zwei verschiedenen Radständen erhältlich. Zwischen 1981 und 1985 fertigte FF den FF Countryman. Dies war der Umbau eines VW Käfer in einen Pick-up. Beide Projekte übernahm Country Volks.